# رموز الذهب (استراتيجية)
رموز الذهب هي رموز إطلاق الأسلحة النووية التي يتم تقديمها لرؤساء الولايات المتحدة في دورهم كقائد أعلى للقوات المسلحة للولايات المتحدة بالتزامن مع حقيبة كرة القدم النووية والتي تسمح للرئيس بهجوم نووي كما يتم إعطاء رموز الذهب وكذلك كرة القدم النووية لنائب الرئيس في حالة عجز الرئيس أو عدم تمكنه من أداء واجبات منصبه بموجب التعديل الخامس والعشرين لدستور الولايات المتحدة ويتم ترتيب رموز الذهب على بطاقة بلاستيكية تلقب بالبسكويت.
البطاقة تشبه بطاقة الائتمان (فيزا أو ماستر كارد) ويحملها الرئيس وقبل أن يقرائها يجب قطع الغلاف البلاستيكي إلى قسمين وإزالته.
يتم إنشاء أكواد الذهب يوميا ويتم توفيرها من قبل وكالة الأمن القومي إلى البيت الأبيض والبنتاجون والقيادة الاستراتيجية للولايات المتحدة. للحصول على مستوى إضافي من الأمان تشتمل قائمة الرموز الموجودة على البطاقة على رموز لا معنى لها ولذلك يجب على الرئيس حفظ مكان الشفرة الصحيحة في القائمة. المفهوم الكامن وراء هذه القوانين هو أنها تسمح للرئيس بالتعريف الإيجابي عن نفسه باعتباره القائد الأعلى وبالتالي التصديق على أمر إطلاق إلى مركز القيادة العسكرية الوطني.